# ATP Buenos Aires 2004
ATP Buenos Aires 2004 — тенісний турнір, що проходив на ґрунтових кортах у місті Буенос-Айрес, Аргентина з 16 лютого . Належав до категорії International Series, був турніром серії Argentina Open 2004 року.

## Фінальна частина

### Одиночний розряд
Гільєрмо Кор'я —  Карлос Мойя 6–4, 6–1

### Парний розряд
Лукас Арнольд Кер /  Маріано Худ —  Федеріко Бровне /  Дієґо Веронельї 7–5, 6–7(2–7), 6–4